# Pieriewierziewka (obwód kurski)
Pieriewierziewka (ros. Переверзевка) – wieś (ros. деревня, trb. dieriewnia) w zachodniej Rosji, w sielsowiecie kommunarowskim rejonu biełowskiego w obwodzie kurskim.

## Geografia
Wieś położona jest 2,5 km od centrum administracyjnego sielsowietu kommunarowskiego (Kommunar), 11 km od centrum administracyjnego rejonu (Biełaja), 71,5 km od Kurska.

## Demografia
W 2010 r. miejscowość zamieszkiwało 136 osób.